# تكهن بالنار

لهب شمعة

التكهن بالنار هو فن الكهانة بالنار أو اللهب.